# Инанчогуллары

3 Бейлик Инанчогулларов (Ладик) и его окружение в 1262 году
A Трапезундская империя
B и C — Византийская империя
D Киликийская Армения
E Государство сельджуков
1 Чобаногуллары
2 Караманогуллары

Инанчогуллары (тур. İnançoğulları) — анатолийский бейлик (эмират) со столицей в Ладике, а также тюркская династия, основавшая его и правившая им в период между 1262 и 1368 годами. Бейлик также называется Бейлик Ладик. Возник на месте уджа Сельджукского султаната.
Правители бейлика принадлежали к боковой ветви семьи Гермияногулларов. Некоторое время в 1277 году и в 1289/90 году территориями бейлика управляли Сахибатаогуллары. В 1368 году территориями бейлика управляли Гермияногуллары. К 30-м годам XIV века территория бейлика уменьшились: он лишился выхода к морю и плодородной долины реки Ликус. В 1390/91 году османский султан Баязид выкупил  у внука Инанч-бея, Исхака-бея, принадлежавшие ему земли.

## История

### Основание бейлика
В конце XI веке Ладик был занят сельджуками. После этого Ладик несколько раз переходил из рук в руки от них к византийцам и обратно. В первой половине XIII века город окончательно перешёл под власть сельджуков. Сельджукский султан назначил губернатором уджа на границе с Византией (области вокруг Ладика) Мехмеда-бея, который происходил из семьи Гермиянидов и, предположительно, был туркменом из племени авшар. Он являлся уджбеем и вассалом сельджукских султанов, которые после битвы при Кёсе-Даге в 1243 году сами были вассалами монголов Ильханидов. В то время Конийский султанат был разделён между тремя сыновьями Кей-Хосрова II: старший из которых, Кей-Кавус II, правил только регионом Коньи. В 1260 году Кей-Кавус испортил отношения с монголами, он покинул Конью. Султаном стал Кылыч-Арслан ІV, хотя западная часть султаната принадлежала Кей-Кавусу. Мехмед воспользовался борьбой за власть между братьями. Мехмед-бей и его брат Ильяс, его зять Али-бей, его эмиры — Джой и Салур — не признали султана Кылыч-Арслана IV и перестали подчиняться сельджукидам. Автор истории государства Сельджуков Мехмед Аксараи (умер 1332/33), писал, что Мехмед, «эмир тюрок уджа», поднял мятеж и одержал победу над армией султана между Анталией и Аланией. В 1261 году Мехмед направил ильхану Хулагу посланника с просьбой прислать маншур (грамоту) на владение городами Ладик, Хоназ, Даламан. Грамота на правление была выдана Мехмеду с условием прибыть к Хулагу лично. К моменту получения грамоты в 1261 году историки относят возникновение бейлика Ладик (Инанчогулларов), вассально подчинённого ильхану. Но Мехмед так и не явился лично к Хулагу. Поэтому в 1262 году, когда разбитый Мехмедом Кылыч-Арслан, попросил у Хулагу помощи, Хулагу решил выступить и победил Мехмеда в битве у Улуборлу. В этой битве Мехмед погиб. Его зять (племянник) Али-бей участвовал в битве на стороне ильхана, и после смерти Мехмеда ему был отдан бейлик. Ахмед Эфляки в написанном между 1318 и 1358 годами жизнеописании Джалал ад-Дина Руми описывал Мехмеда-бея как опытного воина и богатыря. Мехмед-бей ввёл ношение белых головных уборов, ставшее традицией. До него туркмены носили красные головные уборы. Али-бей оставался верным сельджукам с 1262 по 1277 год, он проводил осторожную политику, лавируя между ильханами и сельджукскими султанами. Но в 1277 году началось восстание Джимри, называвшего себя сыном Кей-Кавуса Алаэддином Сиявушем. Его поддерживал (или им управлял) Мехмед Караманид. Али-бей решил, что ситуация подходящая, чтобы бороться за независимость, и поддержал восстание. Когда Джимри был разбит армией султана и казнён, Али-бей был схвачен и сослан в Карахисар, где умер от горя.

### Сахибатаогуллары
Ладик вместе с Хоназом и Карахисаром султан отдал как икта сыновьям визиря Сахиба Ата Фахруддина Али. Но, несмотря на успех в подавлении восстания Джимри, центральная власть была слаба. В 1277 году в связи с гибелью обоих сыновей Сахиба-Ата в битве с Джимри регион Ладика попал в руки племени Гермиян, правителем Ладика стал Бедреддин Мурад, племянник (сын сестры) вождя Гермиянидов Хусамеддина бен Алишир. Согласно Анонимному «Сельджукнаме» в 1288 году Хусамеддин и Мурад заключили мир с сельджуками, договорившись с одним из эмиров Гияседдина Месуда II, Хас Балабаном. Вскоре в 1288 году Сахиб Ата умер и в 1289 году борьба между Гермиянидами и сельджуками возобновилась. Иззеддин, один из эмиров Месуда II, выступил против Хусамеддина и Мурада. Поскольку Бедреддин Мурад был убит в одной из битв между сельджуками и гермиянидами, Ладик снова перешёл к Сахибатаогулларам в 1289 году.

### Инанч-бей
Имя бея, назначенного на место Али, не известно, в регионе упоминается бей по имени Тогрул неизвестного происхождения, возможно он правил Ладиком. В 1290 году вместе с другими туркменами Тогрул выступил против администрации ильханов. После этого Ладик захватил Гермияноглу Якуб-бей и поставил править им Инанч-бея, сына Али-бея. Инанч-бей не участвовал в восстании после рейда Гайхату (1290) и в 1292 году был назначен в Ладик, самый важный центр Внутренней Западной Анатолии. В 1314 году Инанч-бей был среди тех уджбеев, которые засвидетельствовали верность сыну эмира Чобана, Тимурташу, который прибыл в Анатолию. 
Согласно Эфляки Инанч-бей правил в княжестве Ладик до 1319 года. Но этому противоречит то, что Инанч упоминается как правитель Ладика в надписи, датированной рамаданом 735 (апрель 1335) года. Кроме того Ладик после 1319 года посещали путешественники, которые упоминали Инанч-бея. Аль-Умари посетил город в 1330 году. Он писал, что Ладик и его окрестности в то время находились в руках Инанч-бея, эмира из семьи Гермияногулларов. По словам аль-Умари, в первой половине XIV века у этих беев Ладика было около четырёхсот деревень и около десяти тысяч солдат. В 1332 году Ибн-Баттута встретился в Ладике с Инанч-беем, которого назвал «султан Ладика» и назвал «одним из главных султанов страны Рум». По словам Ибн-Баттуты, «Короли этой страны имеют обыкновение проявлять смирение перед путешественниками, мягко разговаривать с ними, но дарить им мало подарков. Мы совершили закатную молитву с этим принцем». По словам путешественника, Ладик был «самым важным городом с семью соборными мечетями». Помимо Гермияногулларов на севере, Инанч-бей установил тесные отношения с Хамидогулларами, Ментешеогулларами и Айдыногулларами. После 1332 года в последние годы жизни правителя Гермияногулларов Якуба-бея Инанч-бей, возможно, оборвал или ослабил свои связи с Гермиянидами.
Инанч-бей скончался между 1334 и 1336 годами. Однако к тому времени его земли сильно уменьшились: в 1310 году Гермияногуллары захватили долину реки Ликус, а Ментешеогуллары ещё в конце XIII века заняли и морское побережье Карии. В итоге Ладик потерял своё положение пограничного поста.

### Последние годы

Бейлики в 1363 году.* A Трапезундская империя * B Византийская империя * D Киликийская Армения * 2 Караманогуллары * 3 Инанчогуллары (Ладик) * 6 Ментешеогуллары * 8 Джандарогуллары * 10 Османогуллары * 11 Гермияногуллары * 12 Хамидогуллары * 13 Саруханогуллары * 14 Айдыногуллары * 15 Текеогуллары * 16 Эретнаогуллары * 17 Дулкадирогуллары * 18 Бейлики Джаник * 19 Рамазаногуллары

Согласно Эфляки у Инанч-бея был брат по имени Доган-паша. После смерти Инанч-бея эмиром Ладика стал его сын Мурад Арслан, с которым встречался Ибн-Баттута, когда был в Ладике. Сохранились монеты с именем Мурада Арслана. Период правления Мурада Арслана неизвестен. Начал править он после 1334 года, но не позже 1336 года. Сын Мурада Арслана, Исхак, начал править не позднее 1360 года (сохранилась серебряная монета Исхака с этой датой), поэтому скончался Мурад Арслан не позднее 1360 года (до 1362). Могила Мурада Арслана-бея была найдена около больницы в Ладике.
Вероятно, Инанчогуллары признали сюзеренитет Гермияногуллары не позднее 1368 года. Известно, что в Ладике в 1368 году сын Гермиянида Сулейман-шаха чеканил монеты и перестроил разрушенную землетрясением Улуджами (Большую Мечеть). Когда в 1390/91 году османский султан Баязид I присоединил бейлик Гермияногулларов к османским территориям, Исхак-бей владел землями в Ладике (возможно, как частное лицо) и Баязид  купил их, а не захватил. Хотя некоторые историки утверждали, что сын Исхака Абдулла был беем после Исхака, но это ошибка и результат неправильного прочтения надписи на монете.

## Политика, экономика, культура
|  |  |  |  |  |  |              |        |        |        | ?      |        |  |  |       |       |       |       |       |       |     |     |     |     |  |  |  |  |  |  |
|  |  |  |  |  |  |              |        |        |        |        |        |  |  |       |       |       |       |       |       |     |     |     |     |  |  |  |  |  |  |
|  |  |  |  |  |  |              |        |        |        |        |        |  |  |       |       |       |       |       |       |     |     |     |     |  |  |  |  |  |  |
|  |  |  |  |  |  | Мехмед       | Мехмед | Мехмед | Мехмед | Мехмед | Мехмед |  |  | Ильяс | Ильяс | Ильяс | Ильяс | Ильяс | Ильяс |     |     |     |     |  |  |  |  |  |  |
|  |  |  |  |  |  | Мехмед       | Мехмед | Мехмед | Мехмед | Мехмед | Мехмед |  |  | Ильяс | Ильяс | Ильяс | Ильяс | Ильяс | Ильяс |     |     |     |     |  |  |  |  |  |  |
|  |  |  |  |  |  | дочь         | дочь   | дочь   | дочь   | дочь   | дочь   |  |  |       |       |       |       | Али   | Али   | Али | Али | Али | Али |  |  |  |  |  |  |
|  |  |  |  |  |  | дочь         | дочь   | дочь   | дочь   | дочь   | дочь   |  |  |       |       |       |       | Али   | Али   | Али | Али | Али | Али |  |  |  |  |  |  |
|  |  |  |  |  |  |              |        |        |        |        |        |  |  |       |       |       |       |       |       |     |     |     |     |  |  |  |  |  |  |
|  |  |  |  |  |  |              |        |        |        |        |        |  |  |       |       |       |       |       |       |     |     |     |     |  |  |  |  |  |  |
|  |  |  |  |  |  | Инанч        | Инанч  | Инанч  | Инанч  | Инанч  | Инанч  |  |  | Доган | Доган | Доган | Доган | Доган | Доган |     |     |     |     |  |  |  |  |  |  |
|  |  |  |  |  |  | Инанч        | Инанч  | Инанч  | Инанч  | Инанч  | Инанч  |  |  | Доган | Доган | Доган | Доган | Доган | Доган |     |     |     |     |  |  |  |  |  |  |
|  |  |  |  |  |  | Мурад Арслан |        |        |        |        |        |  |  |       |       |       |       |       |       |     |     |     |     |  |  |  |  |  |  |
|  |  |  |  |  |  |              |        |        |        |        |        |  |  |       |       |       |       |       |       |     |     |     |     |  |  |  |  |  |  |
|  |  |  |  |  |  | Исхак        |        |        |        |        |        |  |  |       |       |       |       |       |       |     |     |     |     |  |  |  |  |  |  |

В начале XIV века бейлик Инанчогулларов занимал важное место среди западно-анатолийских эмиратов. С Айдыногулларами и Ментешеогулларами существовало тесное экономическое и политическое сотрудничество. Инанч-бей сохранял хорошие отношения с администрацией ильханов. В 1326 году он уплатил Тимурташу дань, до конца существования государства Ильханидов выплаты Ладика фиксируется в записях.
Бейлик был образован на ключевых пограничных территориях и был важным центром Внутренней Западной Анатолии в середине XIII века. Но политика Али-бея привела к потере влияния, которое перешло к Хамидогулларам. Город Ладик стал важным экономическим центром. Он стал самым густонаселённым центром региона с населением около 20 000 человек. Ибн Баттута, посетивший Ладик во время рамадана 733 года (16 мая — 14 июня 1333), подробно описал город, семью бея, социальную и экономическую жизнь Ладика. По его словам, в городе была община ахи (объединение ремесленников, восточный аналог цехов).
Важным направлением деятельности беев Инанчогулларов был их вклад в превращение турецкого языка в язык науки (исламской). Исхак-бей придавал большое значение научным исследованиям, он построил медресе, которое продолжало существовать в XVI столетии. Беи поощряли написание произведений на турецком языке. Сохранились написанные по заказу Мурада Арслана комментарии к сурам Аль-Фатиха и Аль-Ихляс на турецком языке (тафсир).
Практически ни одной постройки со времён бейлика не сохранилось, они были разрушены частыми землетрясениями.

## Список правителей
- Мехмед (1262—1296)[1]
- Али (1262—1277)[1]
- Мурад (1277—1289)[1]
- Инанч (1290—1334/36)[1]
- Мурад Арслан (1334/36 —1360/62)[1]
- 1368—Гермияногуллары[1]